# Anthus leucophrys
El bisbita liso (Anthus leucophrys)  es una especie de ave paseriforme de la familia Motacillidae propia del África subsahariana.

## Descripción
El bisbita liso es un bisbita grande que mide unos 17 cm, pero de aspecto poco llamativo. Sus partes superiores son de color pargo grisáceo con veteado difuso y las inferiores blanquecinas con un ligero moteado en el pecho. Presenta unas largas listas superciliares blancas y bigoteras oscuras. Tiene las patas y la cola largas, y su pico es puntiagudo y oscuro. Ambos sexos tienen un aspecto similar, y los juveniles son de tonos castaños más cálidos. 
Esta especie puede confundirse con los bisbitas campestres invernantes en la región. El bisbita liso es más robusto y oscuro que el campestre, y suele estar más ergido. La mejor forma para diferenciarlos es por sus llamadas. La llamada característica del bisbita liso es ssissik, muy diferente del tchilip del bisbita campestre.

## Comportamiento y ecología
Se encuentra en hábitats abiertos, especialmente en los herbazales cortos y tierras de cultivo. Construye un nido en forma de cuenco en el suelo, y suele poner alrededor de tres huevos. Como los demás bisbitas es una especie principalmente insectívora.